# Primera División 1989-1990 (Argentina)
La Primera División 1989-1990 è stata la 60ª edizione della massima divisione del campionato argentino di calcio. Si è concluso con la vittoria del River Plate, al suo ventitreesimo titolo. Fu la quinta ed ultima edizione ad essere organizzata sul modello dei campionati europei.

## Classifica
|  | Pos. | Squadra            | Pt | G  | V  | N  | P  | GF | GS | DR  |
|  | ---- | ------------------ | -- | -- | -- | -- | -- | -- | -- | --- |
|  | 1.   | River Plate        | 53 | 38 | 20 | 13 | 5  | 48 | 20 | 28  |
|  | 2.   | Independiente      | 46 | 38 | 16 | 14 | 8  | 54 | 36 | 18  |
|  | 3.   | Boca Juniors       | 43 | 38 | 11 | 21 | 6  | 49 | 35 | 14  |
|  | 4.   | Rosario Central    | 43 | 38 | 16 | 13 | 9  | 45 | 36 | 9   |
|  | 5.   | Vélez Sarsfield    | 42 | 38 | 14 | 14 | 10 | 46 | 32 | 14  |
|  | 6.   | Ferro Carril Oeste | 39 | 38 | 11 | 17 | 10 | 24 | 20 | 4   |
|  | 7.   | Gimnasia (LP)      | 39 | 38 | 12 | 15 | 11 | 34 | 31 | 3   |
|  | 8.   | Racing Club        | 39 | 38 | 11 | 17 | 10 | 34 | 34 | 0   |
|  | 9.   | Argentinos Juniors | 38 | 38 | 13 | 12 | 13 | 42 | 40 | 2   |
|  | 10.  | Textil Mandiyú     | 36 | 38 | 11 | 14 | 13 | 40 | 40 | 0   |
|  | 11.  | Talleres (C)       | 36 | 38 | 12 | 14 | 12 | 45 | 46 | -1  |
|  | 12.  | Newell's Old Boys  | 36 | 38 | 12 | 14 | 12 | 40 | 43 | -3  |
|  | 13.  | Unión (SF)         | 36 | 38 | 10 | 16 | 12 | 40 | 43 | -3  |
|  | 14.  | Platense           | 36 | 38 | 13 | 10 | 15 | 35 | 40 | -5  |
|  | 15.  | San Lorenzo        | 35 | 38 | 10 | 15 | 13 | 44 | 50 | -6  |
|  | 16.  | Estudiantes (LP)   | 34 | 38 | 7  | 20 | 11 | 34 | 39 | -5  |
|  | 17.  | Chaco For Ever     | 32 | 38 | 10 | 12 | 16 | 40 | 56 | -16 |
|  | 18.  | Racing (C)         | 32 | 38 | 11 | 10 | 17 | 32 | 48 | -16 |
|  | 19.  | Dep. Español       | 31 | 38 | 12 | 7  | 19 | 39 | 53 | -14 |
|  | 20.  | Instituto (C)      | 26 | 38 | 8  | 10 | 20 | 31 | 56 | -25 |

### Retrocessioni
L'Instituto de Córdoba fu retrocesso per la peggior media-punti, cui si aggiunse il Racing de Córdoba che perse lo spareggio salvezza contro il Chaco For Ever.
| Squadra              | Media | Punti | Giocate | 1987-88 | 1988-89 | 1989-90 |
| -------------------- | ----- | ----- | ------- | ------- | ------- | ------- |
| River Plate          | 1.263 | 144   | 114     | 46      | 44      | 53      |
| Independiente        | 1.211 | 138   | 114     | 37      | 55      | 46      |
| Boca Juniors         | 1.114 | 127   | 114     | 35      | 49      | 43      |
| San Lorenzo          | 1.106 | 126   | 114     | 49      | 42      | 35      |
| Racing Avellaneda    | 1.114 | 127   | 114     | 48      | 40      | 39      |
| Newell's Old Boys    | 1.088 | 124   | 114     | 55      | 33      | 36      |
| Argentinos Juniors   | 1.053 | 120   | 114     | 40      | 42      | 38      |
| Gimnasia La Plata    | 1.035 | 118   | 114     | 43      | 36      | 39      |
| Deportivo Español    | 1.026 | 117   | 114     | 40      | 46      | 31      |
| Rosario Central      | 1.026 | 117   | 114     | 40      | 34      | 43      |
| Vélez Sársfield      | 1.018 | 116   | 114     | 41      | 33      | 42      |
| Estudiantes          | 0.947 | 108   | 114     | 32      | 43      | 34      |
| Unión de Santa Fe    | 0.947 | 36    | 38      | N/A     | N/A     | 36      |
| Platense             | 0.939 | 107   | 114     | 38      | 33      | 36      |
| Talleres de Córdoba  | 0.939 | 107   | 114     | 27      | 44      | 36      |
| Textil Mandiyú       | 0.908 | 69    | 76      | N/A     | 33      | 36      |
| Ferro Carril Oeste   | 0.895 | 102   | 114     | 33      | 30      | 39      |
| Chaco For Ever       | 0.842 | 32    | 38      | N/A     | N/A     | 32      |
| Racing de Córdoba    | 0.842 | 96    | 114     | 31      | 33      | 32      |
| Instituto de Córdoba | 0.719 | 82    | 114     | 33      | 23      | 26      |

## Statistiche

### Marcatori
| Gol |  |  | Giocatore          | Squadra         |
| --- |  |  | ------------------ | --------------- |
| 23  |  |  | Ariel Cozzoni      | Newell's        |
| 16  |  |  | Marío Bevilacque   | Talleres        |
| 15  |  |  | Alberto Acosta     | San Lorenzo     |
| 15  |  |  | Juan Antonio Pizzi | Rosario Central |